# 普惠农场
普惠农场，是中华人民共和国新疆维吾尔自治区巴音郭楞蒙古自治州库尔勒市下辖的一个乡镇级行政单位。

## 行政区划
普惠农场下辖以下地区：
第一村、第二村、第三村、第四村、第五村、第六村和第七村。